# مونته‌فرانکو
مونته‌فرانکو (به ایتالیایی: Montefranco) یک شهرک و کومونه در ایتالیا است که در استان ترانی واقع شده‌است.

## خصوصیات
مونته‌فرانکو ۱۰٫۱ کیلومترمربع مساحت و ۱٬۳۲۹ نفر جمعیت دارد و ۳۷۵ متر بالاتر از سطح دریا واقع شده‌است.